# Encanto (альбом)
Encanto — тридцать шестой студийный альбом бразильского музыканта Сержио Мендеса и второй альбом, спродюсированный американским рэпером уилл.ай.эмом и записанный при участии исполнителей из группы The Black Eyed Peas, вышедший в 2008 году.

## Синглы
Сержио Мендес выпустил два сингла — «The Look of Love» (кавер одноимённой песни Дасти Спрингфилд 1967 года) и «Funky Bahia»
Чарты
| «The Look of Love» (при участии Фёрги и will.i.am)     | —  | 9 | 13 |
| «Funky Bahia» (при участии will.i.am и Siedah Garrett) | 21 | — | —  |

## Список композиций
| №   | Название                                                          | Продюсер(ы)              | Длительность |
| --- | ----------------------------------------------------------------- | ------------------------ | ------------ |
| 1.  | «The Look of Love» (при участии Фёрги и will.i.am)                | will.i.am, Сержио Мендес | 4:00         |
| 2.  | «Funky Bahia» (при участии will.i.am и Siedah Garrett)            | will.i.am, Сержио Мендес | 3:58         |
| 3.  | «Waters of March» (при участии Ledisi)                            | will.i.am                | 3:58         |
| 4.  | «Odo-Ya» (при участии Карлиньоса Брауна)                          | will.i.am, Сержио Мендес | 3:51         |
| 5.  | «Somewhere in the Hills» (при участии Натали Коул и Till Brönner) | Сержио Мендес, will.i.am | 4:01         |
| 6.  | «Lugar Comum» (при участии Джованотти)                            | will.i.am, Сержио Мендес | 4:16         |
| 7.  | «Dreamer» (при участии Герба Алперта и Lani Hall)                 | will.i.am, Сержио Мендес | 4:43         |
| 8.  | «Morning in Rio»                                                  | Сержио Мендес            | 4:20         |
| 9.  | «Y vamos ya» (при участии Хуанеса)                                | will.i.am                | 4:18         |
| 10. | «Catavento e Girassol» (при участии Грасины Лепораци)             | Сержио Мендес            | 3:51         |
| 11. | «Acode» (при участии Vanessa da Mata)                             | Сержио Мендес            | 4:28         |
| 12. | «Água de Beber» (при участии Guinga и Marcelo D2)                 | will.i.am                | 4:04         |
| 13. | «Les Eaux de Mars» (при участии Zap Mama)                         | will.i.am                | 3:57         |
| 14. | «E Vamos Lá (...let's go)»                                        | Сержио Мендес            | 4:19         |

## Чарты
| Чарт (2008)           | Наивысшая Позиция |
| --------------------- | ----------------- |
| FIMI Albums Chart     | 97                |
| Dutch Albums Chart    | 94                |
| Billboard 200         | 60                |
| Billboard Jazz Albums | 1                 |
| Oricon Album Chart    | 20                |